# Franziska Lebrun

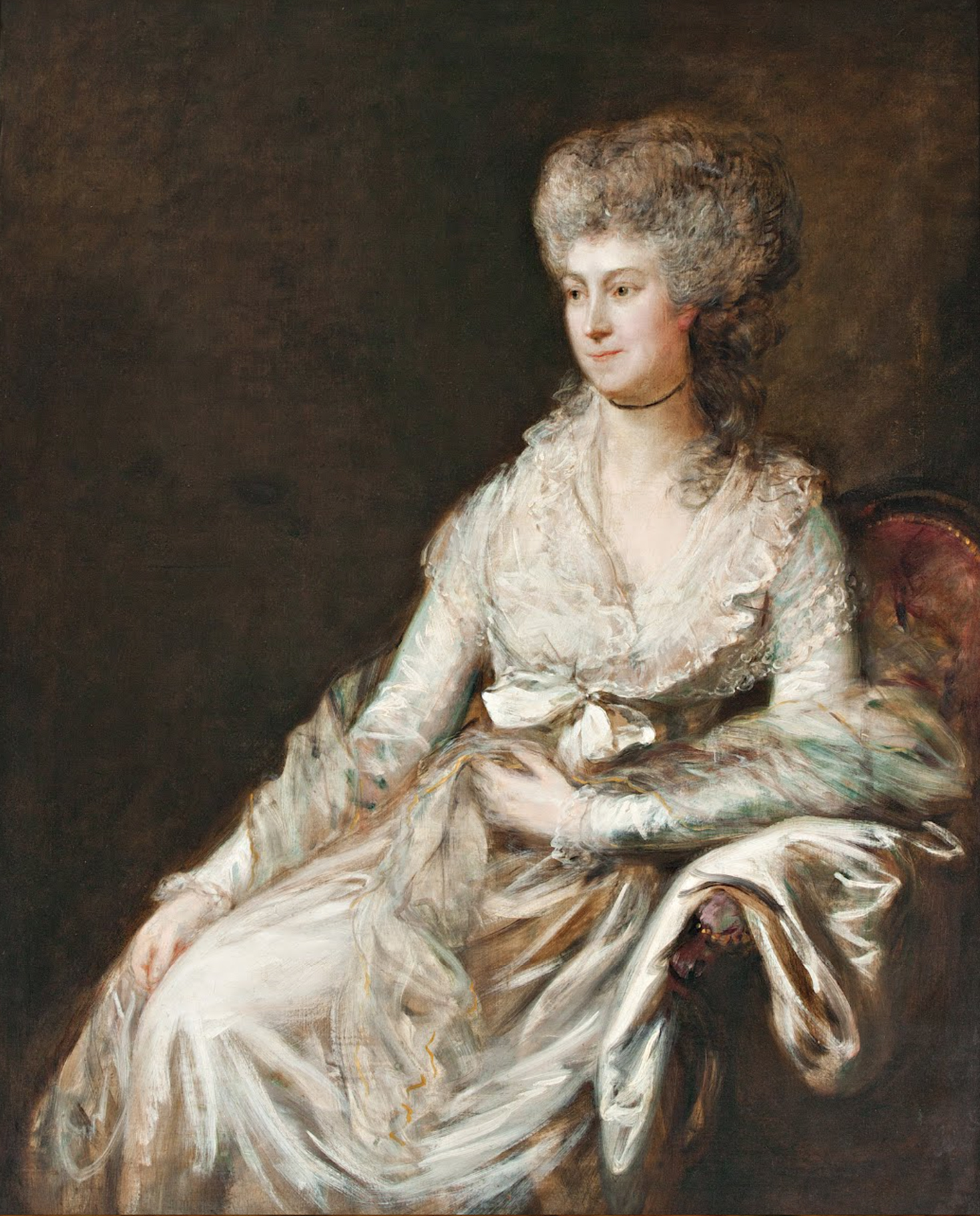
Franziska Lebrun, porträtterad av Thomas Gainsborough, 1780.

Franziska Dorothea Lebrun, född Danzi den 24 mars 1756 i Mannheim, död den 14 maj 1791 i Berlin, var en tysk operasångerska (sopran). Hon var maka till oboisten Ludwig August Lebrun och syster till tonsättaren Franz Danzi.
Franziska Lebrun uppträdde i Milano, London, Berlin med flera städer med största bifall. Hon var därjämte en ypperlig skådespelerska, pianist och tonsättarinna. Franziska Lebrun komponerade klaversonater, trior med mera. 